# Kerrie
Die Japanische Kerrie (Kerria japonica) – japanisch 山吹 Yamabuki, chin. 棣棠花,  dìtánghuā, Jyutping dai6tong4faa1, auch Ranunkelstrauch, Japanisches Goldröschen oder Goldröschen genannt, ist die einzige Pflanzenart der monotypischen Gattung Kerria und gehört zur Familie der Rosengewächse (Rosaceae). Diese Art und ihre Sorten sind in weiten Bereichen Mitteleuropas winterhart und werden als Zierpflanzen für Parks und Gärten verwendet. Der Gattungsname ehrt den schottischen Gärtner William Kerr († 1814).

## Beschreibung

### Vegetative Merkmale
Die Kerrie ist ein sommergrüner Strauch und erreicht Wuchshöhen von meist 1 bis 2, selten bis zu 3 Metern. Sie wächst aufrecht mit rutenförmigen, grünen Zweigen, die anfangs kantig sind. Sie breitet sich über lange Ausläufer aus. Die Rinde der Zweige ist fein gestreift und kahl; anfangs ist sie grün.
Die wechselständigen Laubblätter sind in Blattstiel und Blattspreite gegliedert. Der Blattstiel ist 5 bis 15 Millimeter lang und kahl. Die einfache, hellgrüne Blattspreite ist dreieckig-eiförmig bis eiförmig, lang zugespitzt, 3 bis 10 Zentimeter lang und 2 bis 4 Zentimeter breit. Der Blattrand ist scharf doppelt gesägt. Die häutigen Nebenblätter besitzen einen bewimperten Rand und fallen nach der Blütezeit ab.

### Generative Merkmale
Die Hauptblütezeit erstreckt sich von April bis Juni. Die Zuchtform Kerria japonica 'Pleniflora' bildet im Herbst oft eine Nachblüte. Die Blüten stehen einzeln endständig an kurzen Seitenzweigen. Der kahle Blütenstiel ist 8 bis 15 Millimeter lang. Die mit einem Durchmesser von 2,5 bis 6 Zentimeter relativ großen, zwittrigen Blüten sind radiärsymmetrisch und fünfzählig mit doppelten Perianth. Der Blütenbecher (Hypanthium) ist flach, kurz tellerförmig. Auch an der Frucht sind die fünf eiförmig-elliptischen Kelchblätter noch sichtbar und besitzen einen glatten oder gesägten Rand. Die fünf mit 1,5 bis 2 × 1 bis 1,8 Zentimetern breit elliptischen, kurz genagelten Kronblätter sind ein- bis viermal so lang wie die Kelchblätter und bei der Wildform gelb. Bei der Wildform sind viele Staubblätter vorhanden. Die Blüten einiger Zuchtformen sind gefüllt, es sind viele Staubblätter kronblattartig umgeformt, so dass sich ein „Strubbelköpfchen“ bildet. Es sind fünf freie Fruchtblätter vorhanden mit je zwei Samenanlagen. Der dünne Griffel ist aufrecht.
Die kahlen, runzeligen, bräunlich-schwarzen Achänen sind mit 4 bis 4,5 × 3,5 bis 4 Millimeter verkehrt-eiförmig oder kugelig. Die Früchte reifen von Juni bis August.

### Chromosomenzahl
Die Chromosomenzahl beträgt 2n = 18.

## Inhaltsstoffe
Die Samen enthalten geringe Mengen an Amygdalin, einem Blausäureglykosid, wie sie auch in Samen anderer Rosengewächse vorkommen kann.

## Vorkommen

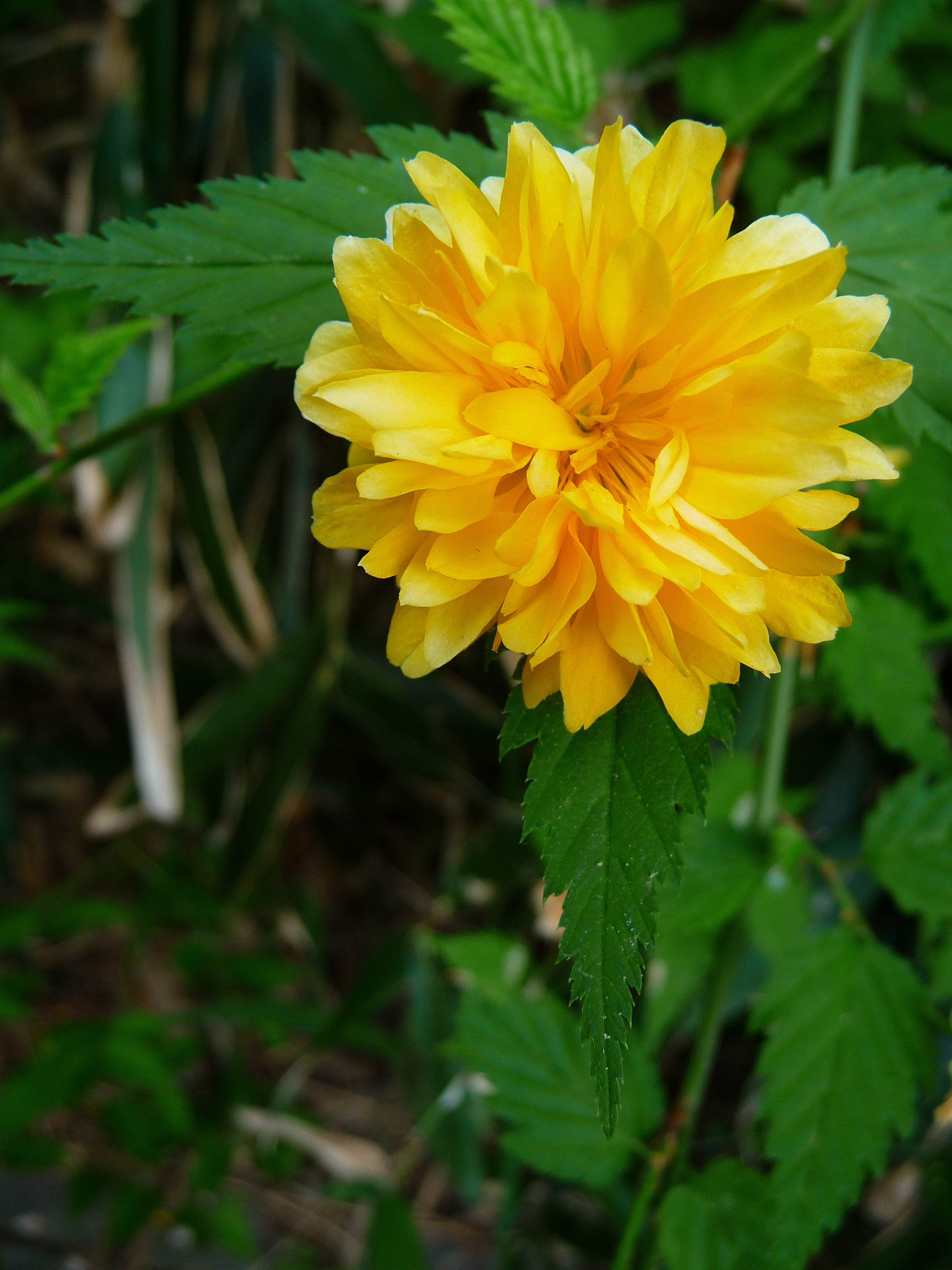
Detail einer Blüte von Kerria japonica 'Pleniflora' – Zuchtform mit gefüllten Blüten

Die Wildform der Kerrie stammt ursprünglich aus  China. Nach der Flora of China kommt sie ursprünglich in den Provinzen Anhui, Fujian, Gansu, Guizhou, Henan, Hubei, Hunan, Jiangsu, Jiangxi, Shaanxi, Shandong, Sichuan, Yunnan und Zhejiang und außerdem in Japan vor. Sie wächst in Höhenlagen von 200 bis 3000 Metern Meereshöhe.

## Verwendung
Zuchtformen sind vor allem aus Japan bekannt. Sie gedeiht in fast allen nicht zu sauren Böden und gilt als „industriefest“. Sie ist gegen Abgase sehr widerstandsfähig und wird daher häufig in Vorgärten und an Straßenrändern gepflanzt. In Europa ist sie in der Schweiz und in Westrussland eingebürgert, in anderen Ländern nur stellenweise verwildert.

## Systematik
Kerria japonica ist die einzige Art der Gattung Kerria aus der Tribus Kerrieae in der Unterfamilie der Spiraeoideae innerhalb der Familie Rosaceae. Synonyme für Kerria japonica (L.) DC. sind: Rubus japonicus L., Corchorus japonicus Thunb.

## Zuchtformen (Auswahl)
Die Kulturformen sind in allen Teilen etwas größer und entwickeln längere Ausläufer als die Wildform.
- 'Picta': Diese seltenere Zuchtform hat grün-weiß panaschierte Blätter.[5][6]
- 'Pleniflora': Diese beliebte Zuchtform hat leuchtend goldgelbe Blüten mit einem Durchmesser von bis zu 5 Zentimetern. Anders als beim Wildtyp sind die Blüten dieser Sorte gefüllt.[7]
- 'Simplex': Die Blüten dieser Form sind einfach, ähnlich dem Wildtyp.[8]

## Bilder

Kerrie – Kerria japonica
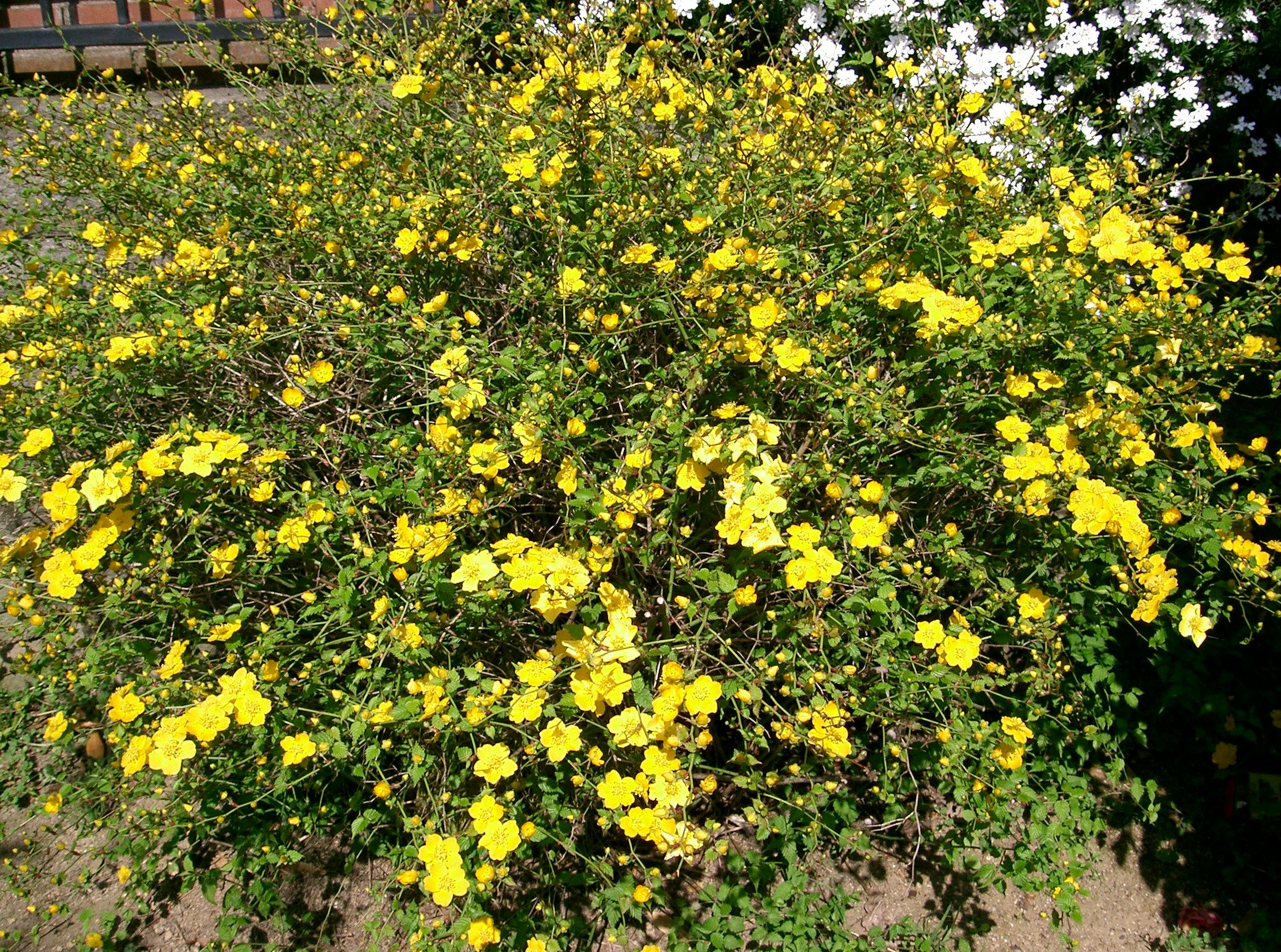
Strauch
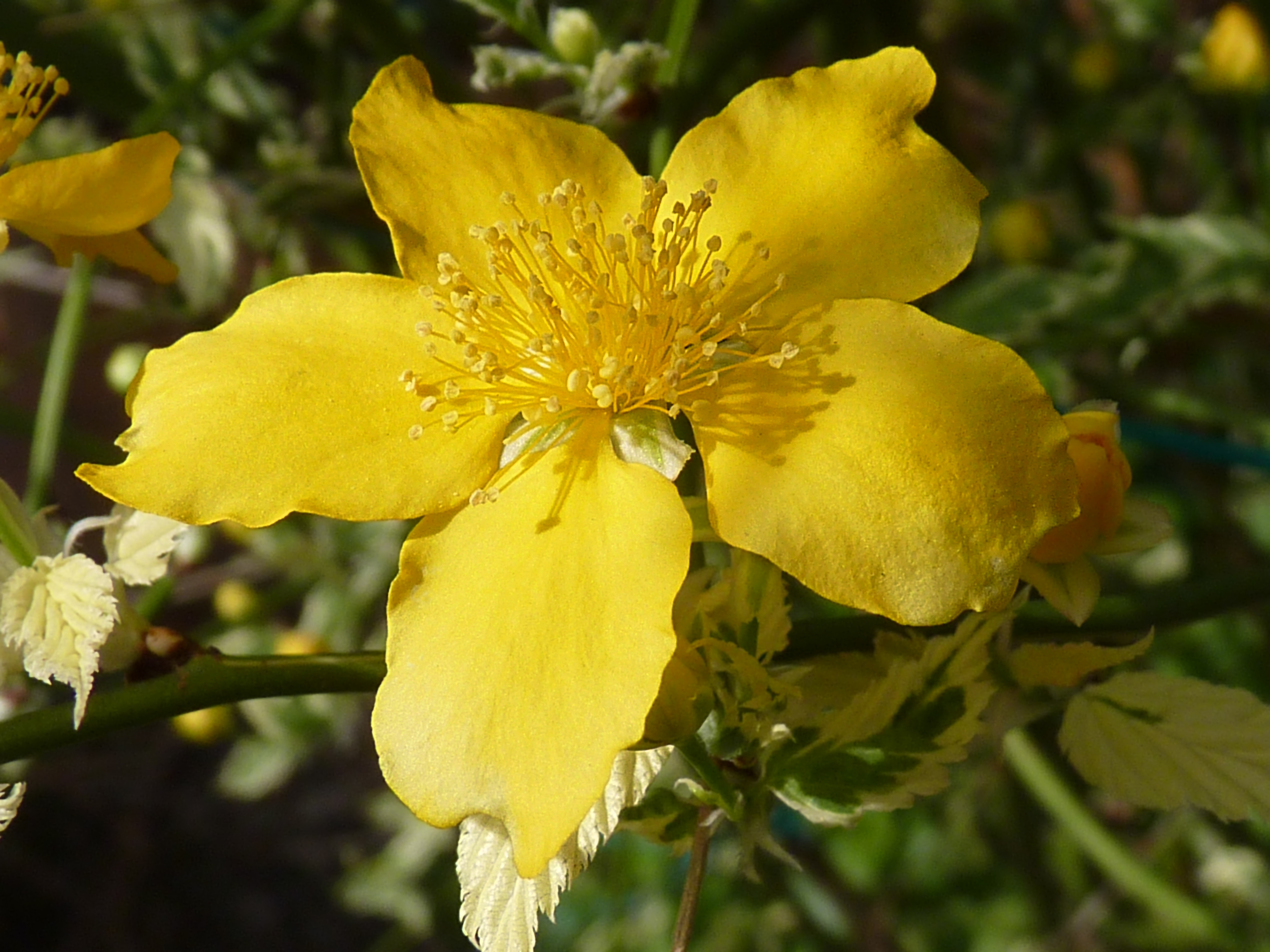
Picta – Blüte
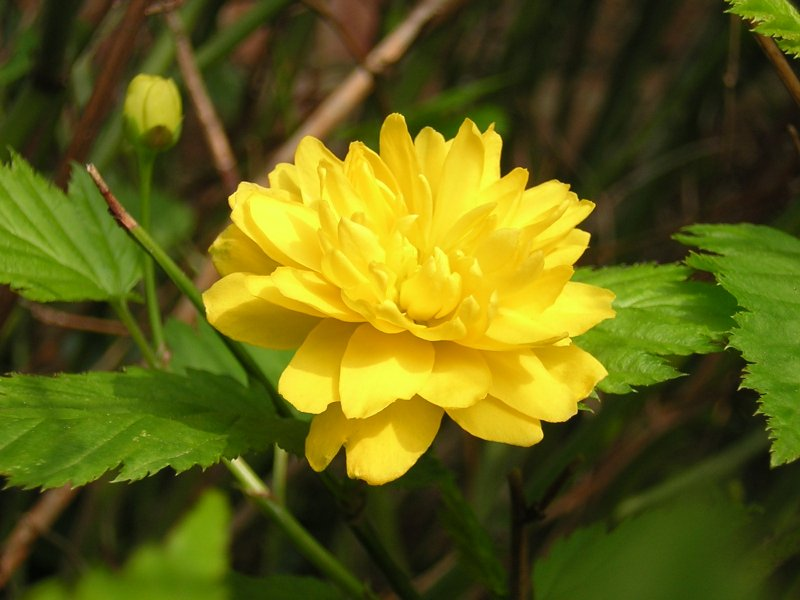
Pleniflora – Blüte
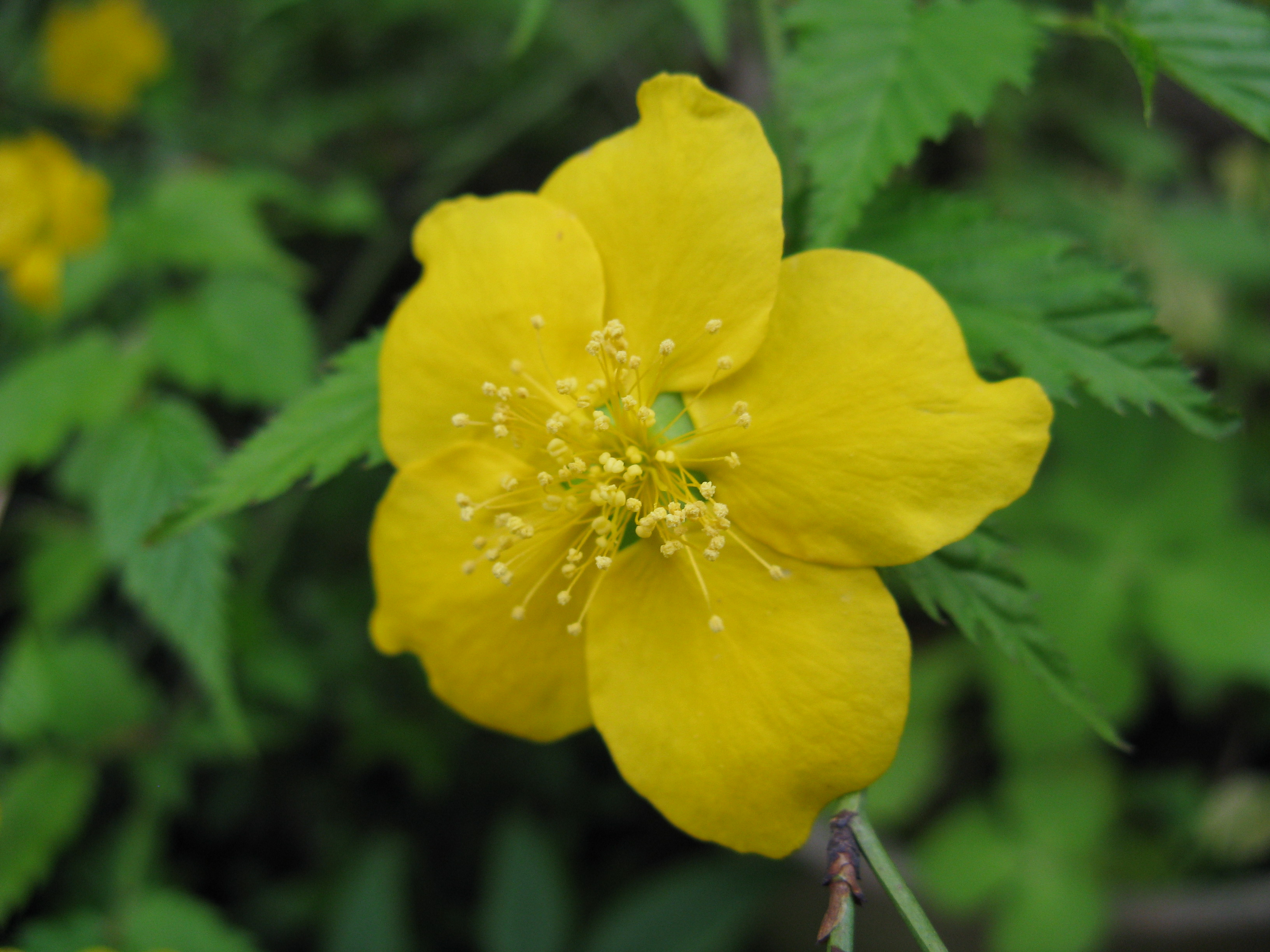
Simplex – Blüte
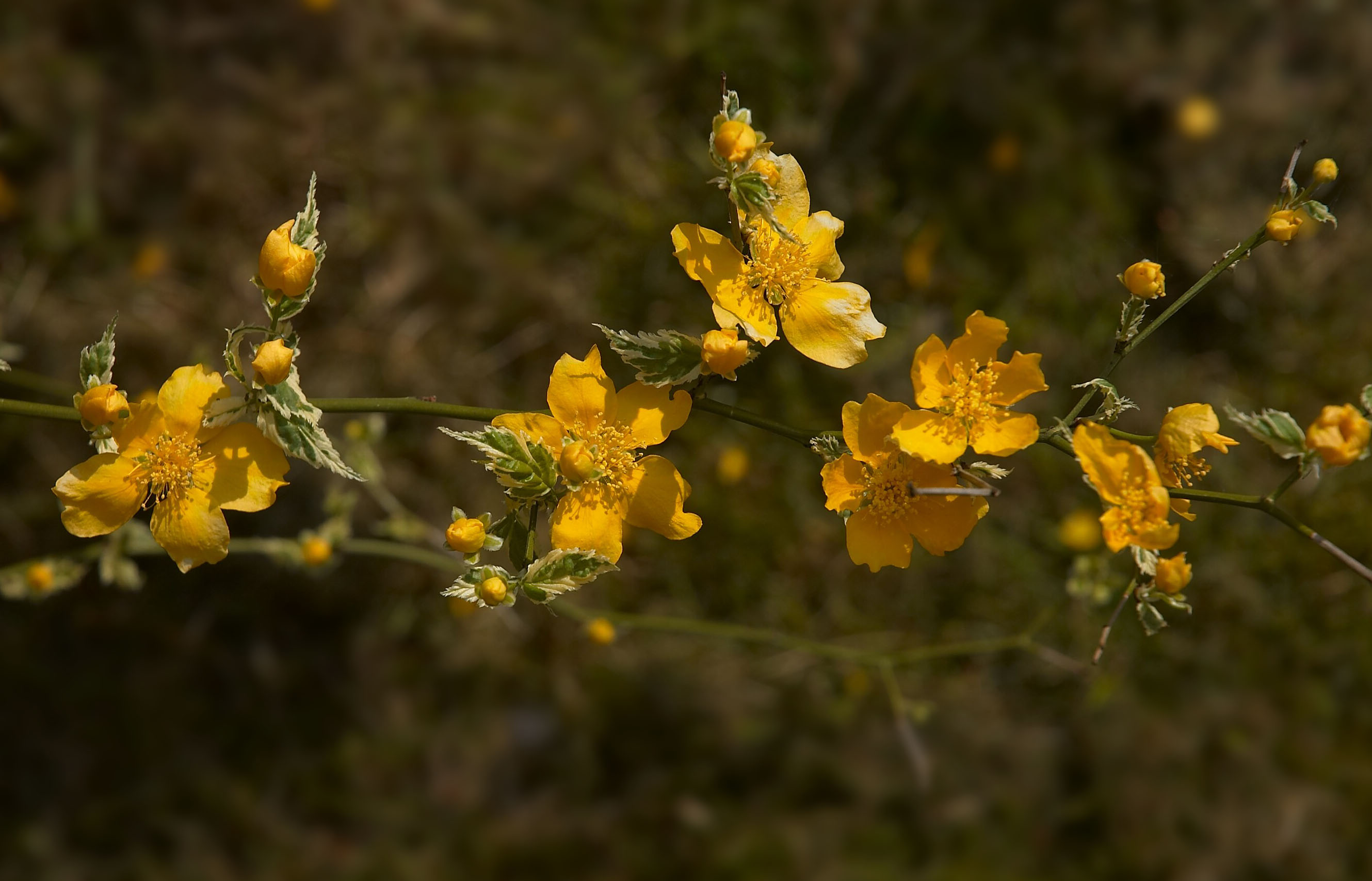
Variegata – Blüten
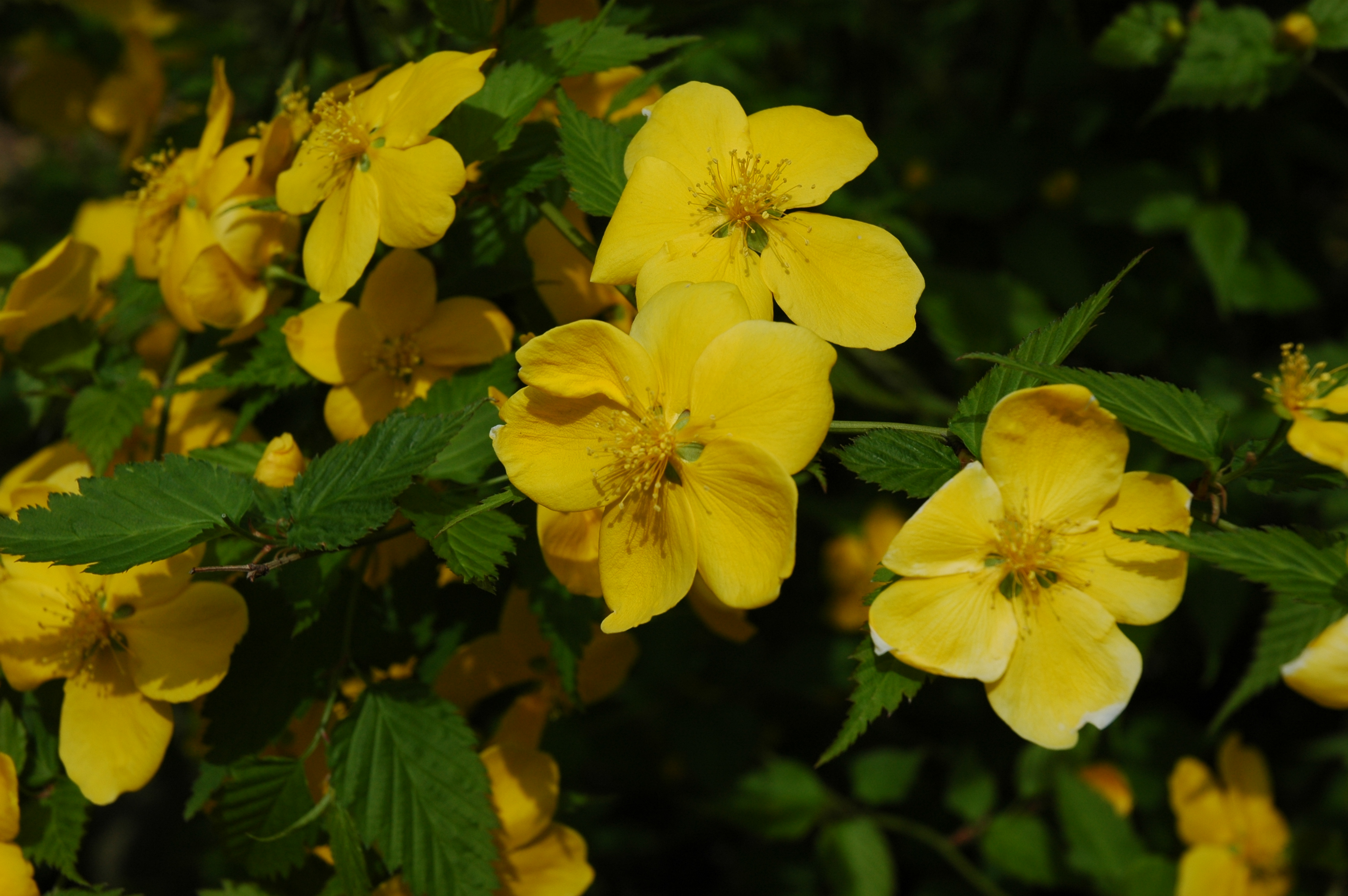
Wildform